# F5 Networks
F5, Inc. ist ein US-amerikanisches Unternehmen, das sich auf Application Delivery Networking (ADN) und Anwendungssicherheit spezialisiert hat. F5 hat seinen Hauptsitz in Seattle, Washington, mit weiteren Entwicklungs, Fertigungs- und Verwaltungsbüros weltweit.
Das Angebot von F5 basierte ursprünglich auf einem Load-Balancing-Produkt, hat sich aber seitdem auf eine Vielzahl von Diensten auf Anwendungsebene ausgebreitet. Zu den Konkurrenten zählen Citrix Systems und Radware.

## Unternehmensgeschichte
F5 Inc., ursprünglich als „F5 Labs“ bezeichnet und früher unter der Marke „F5 Networks, Inc.“ wurde 1996 gegründet. Derzeit präsentiert sich das Unternehmen nur als „F5“.
Im Jahr 1997 brachte F5 sein erstes Produkt auf den Markt, einen Load Balancer namens BIG-IP. BIG-IP diente dazu, den Serververkehr von überlasteten Servern wegzulenken. Im Juni 1999 hatte das Unternehmen seinen Börsengang und wurde an der NASDAQ-Börse mit dem Symbol FFIV notiert.
In 2017 löste François Locoh-Donou John McAdam als Präsident und CEO ab. Im Jahr 2017 startete F5 eine dedizierte Website und Organisation, die sich auf das Sammeln globaler Bedrohungsdaten, die Analyse von Anwendungsbedrohungen und die Veröffentlichung verwandter Ergebnisse konzentriert, die in Anlehnung an die Geschichte des Unternehmens „F5 Labs“ genannt werden. Das Team erforscht weiterhin Anwendungsbedrohungen und veröffentlicht jede Woche Ergebnisse. Am 3. Mai 2017 gab F5 bekannt, dass es von seinem langjährigen Hauptsitz am Wasser in der Nähe des Seattle Center in einen neuen Wolkenkratzer in der Innenstadt von Seattle umziehen wird, der den Namen F5 Tower tragen wird. Der Umzug erfolgte Anfang 2019.
Zu den bemerkenswerten F5-Mitarbeitern gehört Igor Sysoev, der Autor von Nginx.

## Produktbereiche

### BIG-IP
Die BIG-IP-Produktfamilie von F5 umfasst Hardware, modularisierte Software und virtuelle Geräte, die das F5 TMOS-Betriebssystem ausführen. Je nach gewählten Gerät können ein oder mehrere BIG-IP Produktmodule hinzugefügt werden. Zu den Angeboten gehören:
- Local Traffic Manager (LTM): Lokaler Lastenverteilung basierend auf einer Full-Proxy-Architektur.
- Application Security Manager (ASM): Eine Firewall für Webanwendungen.
- Application Services Proxy: ein automatisierter Traffic Management Proxy, der F5-Dienste (und Dienstportabilität) mit containerisierten Umgebungen bereitstellt.
- Access Policy Manager (APM): Bietet Zugriffskontrolle und Authentifizierung für HTTP- und HTTPS-Anwendungen.
- Advanced Firewall Manager (AFM): Lokaler DDoS-Schutz, Rechenzentrums-Firewall.
- Application Acceleration Manager (AAM): durch Technologien wie Komprimierung und Caching.
- Container Connector: kombiniert die Anwendungsdienstplattformen von F5 (einschließlich BIG-IP und Application Services Proxy) mit nativen Management- und Orchestrierungssystemen für Containerumgebungen wie Kubernetes, Red Hat OpenShift, Pivotal Cloud Foundry und Mesos.
- IP Intelligence (IPI): Blockieren bekannter fehlerhafter IP-Adressen, Verhinderung von Phishing-Angriffen und Botnets.
- WebSafe: Schützt vor ausgeklügelten Betrugsbedrohungen, nutzt fortschrittliche Verschlüsselung, clientlose Malware-Erkennung und Funktionen zur Sitzungsverhaltensanalyse.
- BIG-IP DNS: Verteilt DNS- und Anwendungsanforderungen basierend auf Benutzer-, Netzwerk- und Cloud-Leistungsbedingungen.
- BIG-IQ: ein Framework für die Verwaltung von BIG-IP-Geräten und Anwendungsdiensten, unabhängig von deren Formfaktoren (Hardware, Software oder Cloud) oder Bereitstellungsmodell (On-Premise, Private/Public Cloud oder Hybrid). BIG-IQ unterstützt die Integration mit anderen Ökosystemteilnehmern wie Public-Cloud-Anbietern und Orchestrierungs-Engines über Cloud-Konnektoren und über eine Reihe offener RESTful-APIs. BIG-IQ verwendet einen mandantenfähigen Managementansatz. Auf diese Weise können Unternehmen näher an IT as a Service heranrücken, ohne sich Sorgen machen zu müssen, dass dies die Stabilität oder Sicherheit der Servicestruktur beeinträchtigen könnte.

#### BIG-IP Geschichte
Am 7. September 2004 veröffentlichte F5 Networks die Version 9.0 der BIG-IP-Software zusätzlich zu Geräten zum Ausführen der Software. Version 9.0 markierte auch die Einführung der TMOS-Architektur des Unternehmens mit bedeutenden Verbesserungen, darunter:
- Von BSD auf Linux verschoben, um Systemverwaltungsfunktionen (Festplatten, Protokollierung, Booten, Konsolenzugriff usw.) zu behandeln.
- Erstellung eines Traffic Management Microkernels (TMM), um direkt mit der Netzwerkhardware zu kommunizieren und alle Netzwerkaktivitäten abzuwickeln.[6]
- Erstellung des Standard-Full-Proxy-Modus, der Netzwerkverbindungen am BIG-IP vollständig beendet und neue Verbindungen zwischen dem BIG-IP und den Mitgliedsservern in einem Pool herstellt. Dies ermöglicht optimale TCP-Stacks auf beiden Seiten sowie die vollständige Möglichkeit, den Verkehr in beide Richtungen zu modifizieren.

### NGINX
Im Jahr 2019 erwarb F5 NGINX, das für die weit verbreitete Open-Source-Webserver-Software verantwortliche Unternehmen, für 670 Millionen US-Dollar. Das Unternehmen unterstützt die Open-Source-Software sowie kommerzielle Versionen der Software.

### Shape Security
Im Jahr 2020 erwarb F5 Shape Security, ein auf künstlicher Intelligenz basierendes Bot-Erkennungsunternehmen, für 1 Milliarde US-Dollar. Es verkauft auch Produkte zum Schutz von Anwendungen vor Betrug.

### Silverline
Silverline ist ein Cloud-basierter Managed Security Service. Das Angebot umfasst Sicherheitsdienste wie WAF, DDoS und Anti-Bot-Schutzdienste. Die Silverline-Dienste werden durch die Technologieplattformen BIG IP ASM, Shape und NGINX ermöglicht.

### Volterra
Im Jahr 2021 erwarb F5 Volterra, ein Edge-Networking-Unternehmen, für 500 Millionen US-Dollar. Es verkauft SaaS-Sicherheitsdienste.